# 眠れる森の美女 (チャイコフスキー)
『眠れる森の美女』（ねむれるもりのびじょ、露: Спящая красавица, 仏: La Belle au bois dormant, 英: The Sleeping Beauty）は、ピョートル・チャイコフスキーが作曲したバレエ音楽（作品66）、およびそれを用いたバレエ作品である。日本語題は『眠りの森の美女』が用いられることもある。1890年、サンクトペテルブルクのマリインスキー劇場で初演された。
本作は、シャルル・ペローによる昔話『眠れる森の美女』を原作としている。クラシック・バレエを代表する作品の一つであり、同じくチャイコフスキーが作曲した『白鳥の湖』『くるみ割り人形』と共に「3大バレエ」とも呼ばれている。

## 上演史

### チャイコフスキー以前の同名バレエ
シャルル・ペローによる昔話『眠れる森の美女』を題材としたバレエは、19世紀前半にパリ・オペラ座で2回制作されている。一度目は1825年に上演された同名のオペラで、作中にバレエ・シーンが挿入されており、ピエール・ガルデルが振付を担当した。二度目は1829年に上演されたバレエで、振付はジャン＝ルイ・オーメール、音楽はフェルディナン・エロルドが手掛け、リーズ・ノブレやマリー・タリオーニといった当時の人気バレリーナが出演したが、1840年の上演を最後にオペラ座のレパートリーから外れている。

### 創作の経緯

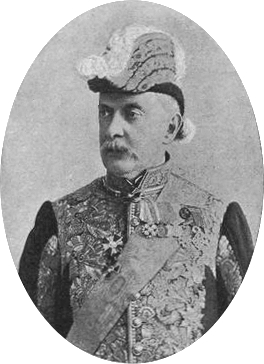
イワン・フセヴォロシスキー

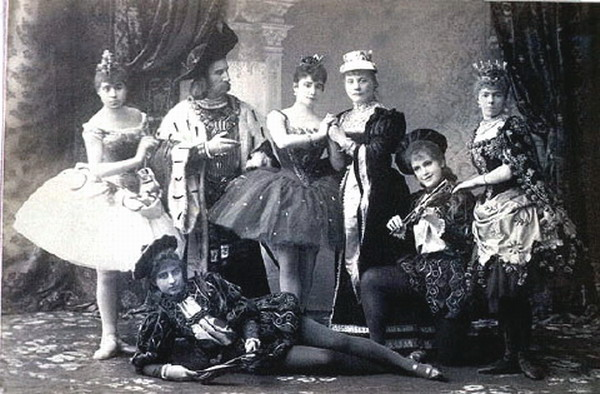
『眠れる森の美女』初演キャスト（1890年）

1888年5月、サンクトペテルブルクのマリインスキー劇場支配人であったイワン・フセヴォロシスキーは、チャイコフスキーに手紙を書き、ペローの昔話『眠れる森の美女』に基づくバレエ音楽の作曲を依頼した。外交官としてパリに駐在していたこともあるフセヴォロシスキーは、文化的見識が深く、フランス文化を愛好する人物であった。『眠れる森の美女』は、当時フランスで上演されていた夢幻劇と呼ばれる大衆向け演劇において、最も人気の高い演目であった。
また、当時のロシアでは、1881年に起きた皇帝アレクサンドル2世の暗殺事件以降、皇帝による専制政治が強化されていた。そのような中でフセヴォロジスキーは、ペローが生きたルイ14世時代のフランスと当代のロシアを重ね合わせ、皇帝を賛美する豪華絢爛なバレエを上演しようとしたのである。
フセヴォロシスキーはチャイコフスキーに宛てた依頼の手紙で、「私はペローの童話『眠れる森の美女』のバレエ台本を書きました。この作品の時代背景をルイ14世のスタイルにし、装置はミュージカル・ファンタジー風に、音楽的な色彩はリュリやラモーの宮廷バレエ様式風なものを採用して下さい。私は終幕にペローの童話集から（中略）長靴をはいた猫、赤頭巾、シンデレラ、オーノワ夫人の作品から青い鳥なども登場させたいのです」と書いている。チャイコフスキーはしばらく返信をしなかったが、フセヴォロジスキーから同年8月に再度手紙が送られてくると、まだ台本を受け取っていないが内容には興味を持っている、という趣旨の返事を書いた。その数日後、チャイコフスキーはフセヴォロジスキー宛に、「やっと『眠れる森の美女』の原稿が届きました。（略）私は言いようもなく、感嘆し、魅了されました。（略）私が作曲するのにこれ以上良いものは望めません」と熱狂的な手紙を書き、作曲を承諾した。
バレエの振付は、マリインスキー劇場の首席バレエマスターであり、フセヴォロシスキーと協力して本作の台本も手掛けていたマリウス・プティパが担当することになった。作曲は1888年の秋から開始され、途中に何度か中断を挟みながらも、翌1889年の夏には全曲が完成した。作曲に当たり、プティパはチャイコフスキーに対して指示書きを手渡し、各場面の楽曲の雰囲気やテンポ、小節数などを細かく指定したが、チャイコフスキーはそのすべてを厳密に守ったわけではなく、指定された小節数を超えて作曲した部分もある。また、作曲が完了した後も、プティパが振付を進めていく過程で、楽曲には随時修正が加えられた。

### 初演

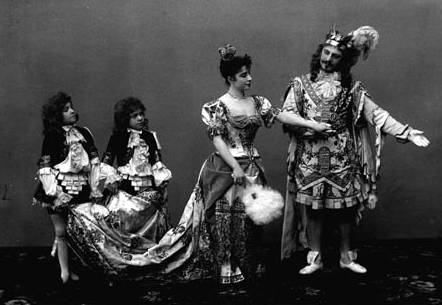
『眠れる森の美女』初演。第3幕のオーロラ姫（C・ブリアンツァ）とデジレ王子（P・ゲルト）

1890年1月15日（ロシア旧暦1月3日）、マリインスキー劇場において、バレエ『眠れる森の美女』が初演された。主要キャストは、オーロラ姫がカルロッタ・ブリアンツァ、デジレ王子がパーヴェル・ゲルト、リラの精がマリヤ・プティパ（振付家プティパの娘）、カラボスと青い鳥の二役がエンリコ・チェケッティであった。上演時間は4時間半で、舞台美術・衣装をはじめとする制作費には膨大な予算がつぎ込まれ、帝室劇場でもっとも費用がかかったバレエとして評判になった。
初演前日のゲネプロを鑑賞した皇帝アレクサンドル3世の感想は、ただ一言「とても可愛らしい」というもので、チャイコフスキーは日記に「皇帝陛下は僕を非常に軽くあしらった」と記している。初演に対する貴族や批評家の反応は冷淡なものが多かったが、観客からの支持は公演を重ねるごとに高まり、ついにはチケットが売り切れるまでになった。その後も本作はマリインスキー劇場のレパートリーとして上演され続け、初演から6年後の1896年には、ミラノのスカラ座で初の国外上演も行われた。

### 改訂演出
チャイコフスキーが作曲した3つのバレエ作品（『白鳥の湖』、『眠れる森の美女』、『くるみ割り人形』）は、いずれも初演以降、多数の改訂演出が発表されてきた。そのうち『眠れる森の美女』は、改訂演出であってもプティパによる原振付を尊重している場合が多く、他の2作に比べると後世における改変の度合いは少ない。以下、いくつかの改訂演出を挙げる。

#### バレエ・リュス

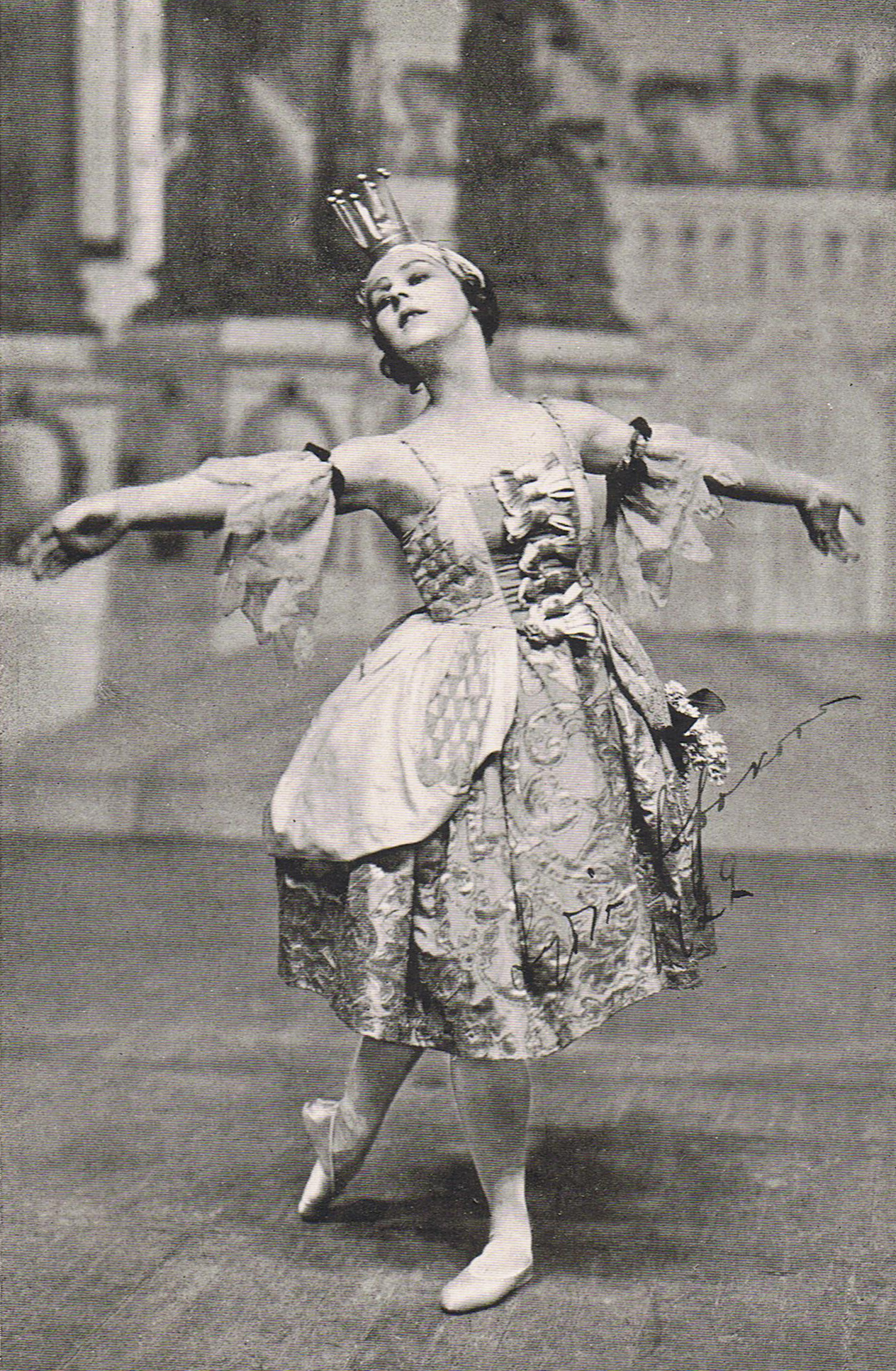
バレエ・リュス全幕版に主演したL・ロポコワ

1921年11月から翌年2月にかけて、セルゲイ・ディアギレフ率いるバレエ・リュスは、ロンドンで、『眠れる森の美女』全幕を『眠り姫』（The Sleeping Princess）のタイトルで上演した。従来のバレエ・リュスは新作バレエを中心に上演しており、本作のような全幕の古典バレエはレパートリーに入っていなかったが、この頃は新作を発表できる振付家が不在であったことと、ディアギレフがチャイコフスキーの傑作を西欧へ紹介したいという思いを抱いていたことから、上演の運びとなった。振付を手掛けたのは、ニコライ・セルゲエフとブロニスラヴァ・ニジンスカである。セルゲエフはマリインスキー劇場の元舞台監督で、ロシアから亡命した際に、プティパ版『眠れる森の美女』の舞踊譜を持ち出していた。ニジンスカはその舞踊譜を元に、マイムで演じられていた場面をダンスに置き換えたり、新たな振付を追加したりといった改変を加えた。また、レオン・バクストが豪華な舞台美術をデザインし、出演者も一流のダンサーが揃えられた。
にもかかわらず本作は、バレエ・リュスに前衛的な作品を期待していた人々の支持を得ることができず、観客からも批評家からも不評であった。公演は当初予定していた上演期間の終了前に打ち切られ、ディアギレフは多額の借金を背負い、衣装や舞台美術もすべて差し押さえられた。しかしこの公演は、イギリスに『眠れる森の美女』を紹介し、後のロイヤル・バレエ団による全幕上演のきっかけを作った点や、ニジンスカが振付家として本格的に活動する契機となった点で、後のバレエ史に影響を与えている。なお、バレエ・リュスは1922年5月に『眠れる森の美女』の抜粋版である『オーロラ姫の結婚』を制作してパリ・オペラ座で初演し、その後はこの抜粋版をレパートリーとして上演し続けた。

#### マリインスキー・バレエ
プティパ版を初演したマリインスキー・バレエでは、初演以後、本作の改訂が度々行われてきた。1922年のフョードル・ロプホーフ版では、プロローグで踊られる「リラの精のヴァリアシオン」を従来よりも高度な振付に変更したり、第3幕の「オーロラ姫のヴァリアシオン」の楽曲を、プティパが初演時に用いた「金の精の踊り」からチャイコフスキーのオリジナル曲に戻したりといった改変が行われた。1952年に初演されたコンスタンチン・セルゲエフ版は、現在に至るまで長く踊り継がれている演出であり、1989年にはセルゲエフ自身による再改訂が行われ、全体をプティパの原振付により近づける試みがなされた。また1999年には、セルゲイ・ヴィハレフによって、プティパによる初演版の復元上演が行われた。

#### ロイヤル・バレエ
イギリスのニネット・ド・ヴァロワは『眠り姫』の全幕上演を望み、1939年2月2日に初演した。マーゴ・フォンテインがオーロラ姫を演じた:215-216。第二次世界大戦後の1946年にコヴェント・ガーデンのロイヤル・オペラ・ハウスが再開したとき、『眠れる森の美女』の題で再び上演した:220-221。この有名な版はニコライ・セルゲーエフの演出により、他のカンパニーによる公演の模範となった。1955年にNBCで放映されたフォンティン主演の『眠れる森の美女』は3000万人が視聴したといわれている。
その後、1968年にはピーター・ライト版、1973年と1977年にはケネス・マクミラン版、1994年にはアンソニー・ダウエル版が上演されている。

#### その他
現在上演されている『眠れる森の美女』の多くはプティパ版を改訂したものであるが、物語設定を大きく変更し、現代的に再解釈した演出もある。オーロラ姫を薬物依存症という設定にしたマッツ・エック版（1996年）や、ペローの原作に登場する人食い鬼の挿話を加え、性や暴力といったテーマを描き出したジャン＝クリストフ・マイヨー版（2001年）などが挙げられる。

## 物語

### 原作
バレエ『眠れる森の美女』の原作は、シャルル・ペローによる同名の昔話（1697年出版）である。原作のあらすじは以下の通りである。なお、バレエでは、王女と王子が結婚に至る前半部分の筋書きのみが用いられ、後半の人食い鬼の挿話は省略されている。

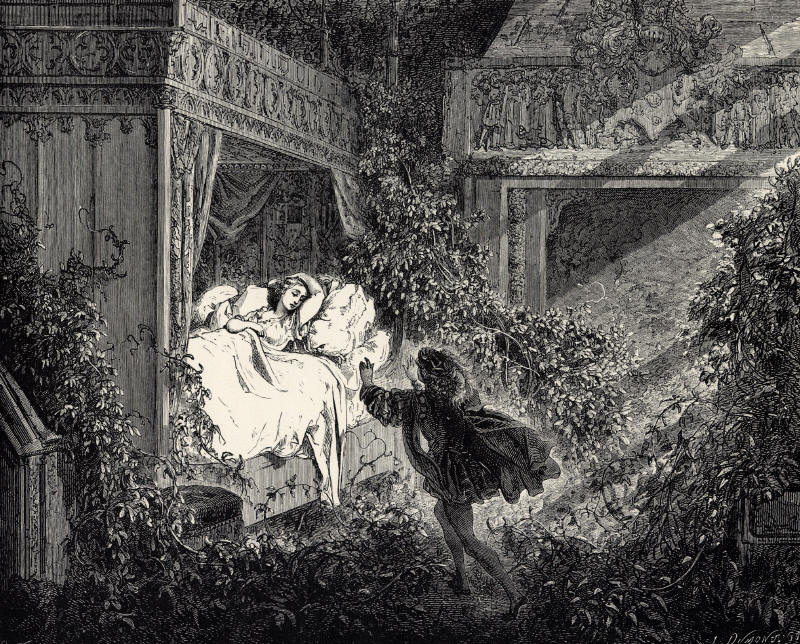
ペロー『眠れる森の美女』の挿絵（G・ドレ画、1897年）

昔々、とある国で王女が生まれ、国中の仙女たちが洗礼式に招待されたが、ただ一人、年老いた仙女だけが招かれなかった。年老いた仙女は宴の席に現れると、王女はいずれ紡錘に刺されて死ぬだろう、と呪いをかける。しかし、ある若い仙女がその呪いを和らげ、姫は死ぬのではなく100年の眠りにつくだけだと予言する。成長した王女は予言の通り、紡錘で手を刺して眠りに落ちる。100年後、眠る王女の噂を聞いた若い王子が城を訪れると、王女は目を覚まし、2人は結婚する。
王女と王子の間には2人の子供が生まれ、やがて王子は国王の座に就いた。しかし、新国王の母親にあたる女王は人食い鬼であり、国王の留守中に王妃と孫たちを食べてしまおうと目論んでいた。女王は、王妃たちを殺して調理するよう料理頭に命じるが、料理頭は母子3人を自宅に匿い、代わりに動物の肉を女王に食べさせる。だが、ほどなく女王は王妃と孫たちが生きていることを知り、料理頭共々死刑にしようとする。死刑執行人がヒキガエルや毒蛇の入った桶を用意し、そこに王妃たちを投げ込もうとしたちょうどその時、国王が帰還する。悔しがった女王は自ら桶の中に飛び込み、死んでしまった。

### 主な登場人物
- オーロラ姫 - フロレスタン国王夫妻の間に生まれた王女。
- カラボス - 悪の妖精。オーロラ姫に死の呪いをかける。
- リラの精 - 善の妖精。カラボスの呪いを弱め、オーロラ姫を眠りにつかせる。
- デジレ王子 - オーロラ姫と結婚する王子。ロイヤル・バレエ団ではフロリムント王子という[47]。

### あらすじ
演出によって物語の展開に相違があるが、あらすじは概ね次のような内容である。

#### プロローグ
17世紀のフランスを思わせる王宮。フロレスタン国王夫妻の間にオーロラという姫君が誕生し、洗礼式が行われている。式には6人の妖精たちが招かれており、姫に「優しさ」「勇気」「のんき」などの様々な美質を授ける。最後にリラの精が贈り物をしようとしたとき、悪の妖精カラボスが現れる。カラボスは自分が祝宴に招かれなかったことに怒り狂い、「オーロラ姫は16歳の誕生日に、紡錘に刺されて死ぬだろう」と呪いをかける。嘆き悲しむ宮廷の人々に、リラの精は「カラボスの呪いを消し去ることはできないが、弱めることはできる。姫は死ぬのではなく眠りにつき、100年後に王子の口づけによって目覚めるだろう」と予言する。

#### 第1幕

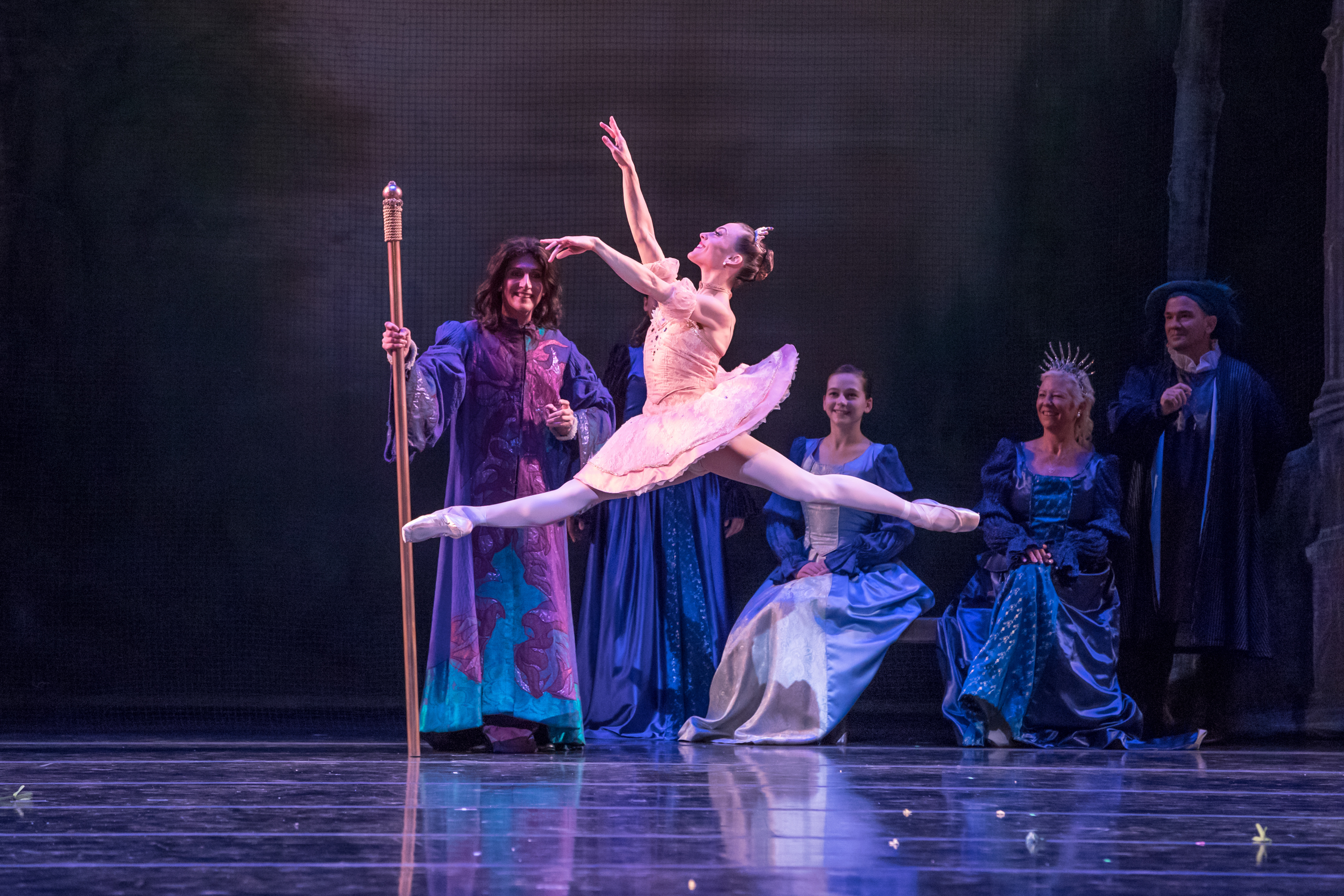
第1幕 オーロラ姫

オーロラ姫の16歳の誕生日。美しく成長した姫の元には求婚者たちが訪れており、姫は4人の求婚者と踊る。その直後、姫は見知らぬ老婆から花束を受け取り、その中に仕込まれていた紡錘で指を刺して倒れてしまう。老婆に変装していたカラボスは正体を現すと、勝ち誇ったように去っていく。そこへリラの精がやってきて、オーロラ姫は予言通りに眠りについたのだと告げる。リラの精は、魔法でその場にいる全員を眠らせるとともに、辺りに植物を茂らせて城全体を包み込む。

#### 第2幕
100年後。デジレ王子の一行が森へ狩りにやってくるが、王子は狩りを楽しめず、物思いに沈んでいる。そこへリラの精が現れ、オーロラ姫の幻影を王子に見せると、王子は姫の美しさの虜となる。王子はリラの精に導かれて城へ辿り着き、口づけによって姫を目覚めさせる。

#### 第3幕

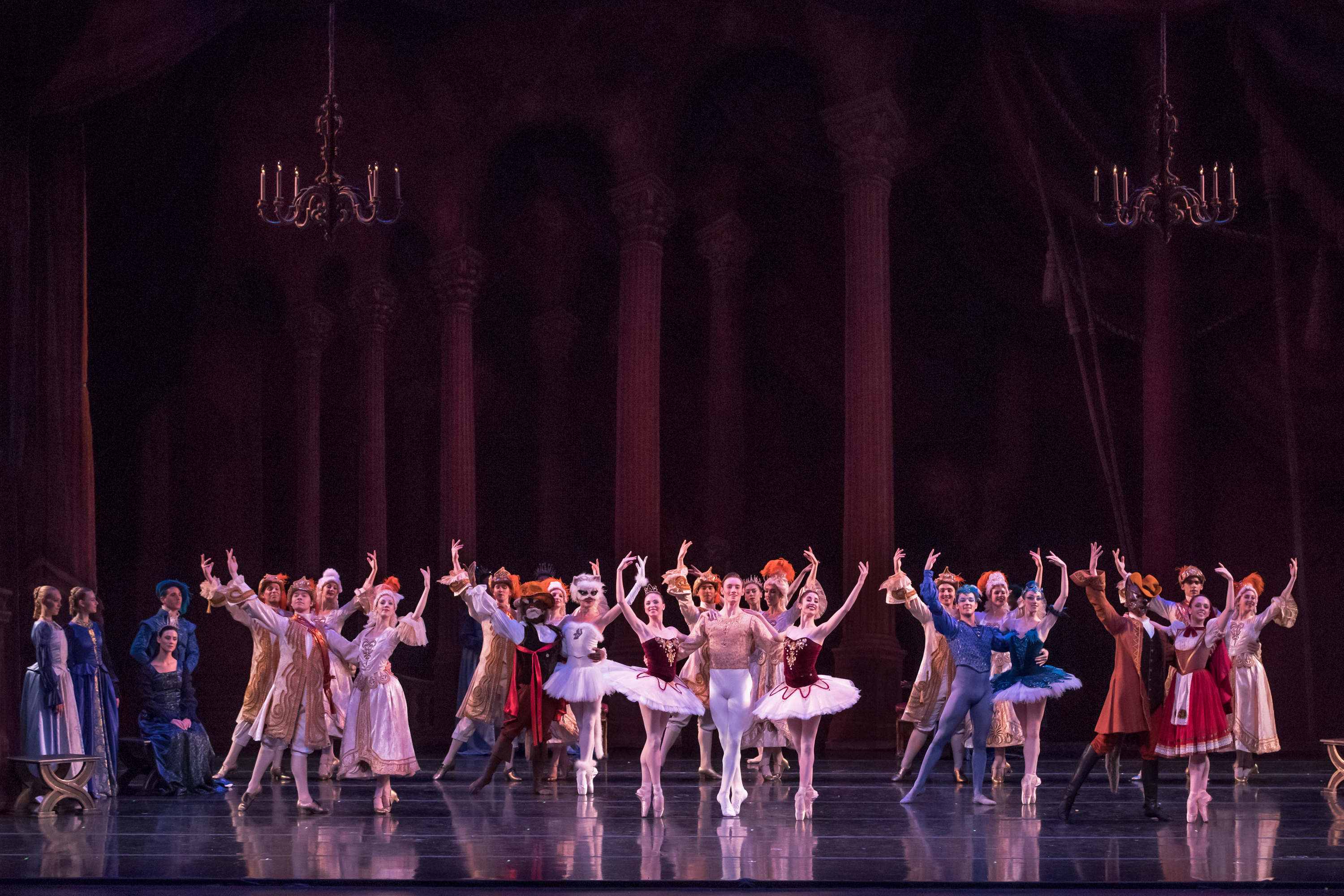
第3幕 オーロラ姫の結婚式

オーロラ姫とデジレ王子の結婚式が盛大に催されている。式には、宝石の精や、様々な童話の主人公たちが招かれており、長靴をはいた猫と白い猫、赤ずきんと狼、フロリナ王女と青い鳥などがそれぞれ個性的な踊りを披露する。人々が祝福する中、オーロラ姫とデジレ王子がグラン・パ・ド・ドゥを踊り、物語は幕を閉じる。

### 演出による違い
『眠れる森の美女』の改訂演出は、プティパによる原振付を尊重したものが多い。演出によっては一部の場面を削除することがあり、例えば、禁じられた糸紡ぎを隠れて行っていた人々が処罰される場面（第1幕）、狩りの場面（第2幕）、童話の主人公たちの踊りの一部（第3幕）等がなくなることはあるが、全体の構成が大きく変更されることは稀である。
その中で演出による違いが表れやすいのは、善の象徴であるリラの精と、悪の精カラボスの描き方である。リラの精は、薄紫色のチュチュを着た女性ダンサーがトゥシューズで踊るのが一般的であるが、踊らずにマイムのみで演じられる場合もある。カラボスはさらに演出の幅が広く、初演版のように男性が演じる場合もあれば、チュチュとトウシューズを身に着けた女性ダンサーが踊る場合や、女性がマイムで演じる場合もある。これらの演じ方の組み合わせによって、カラボスとリラの精を全く異なる姿にしたり、逆に鏡像のように見せたりと、善と悪の対比が様々な形で表現される。

## 作品の特徴

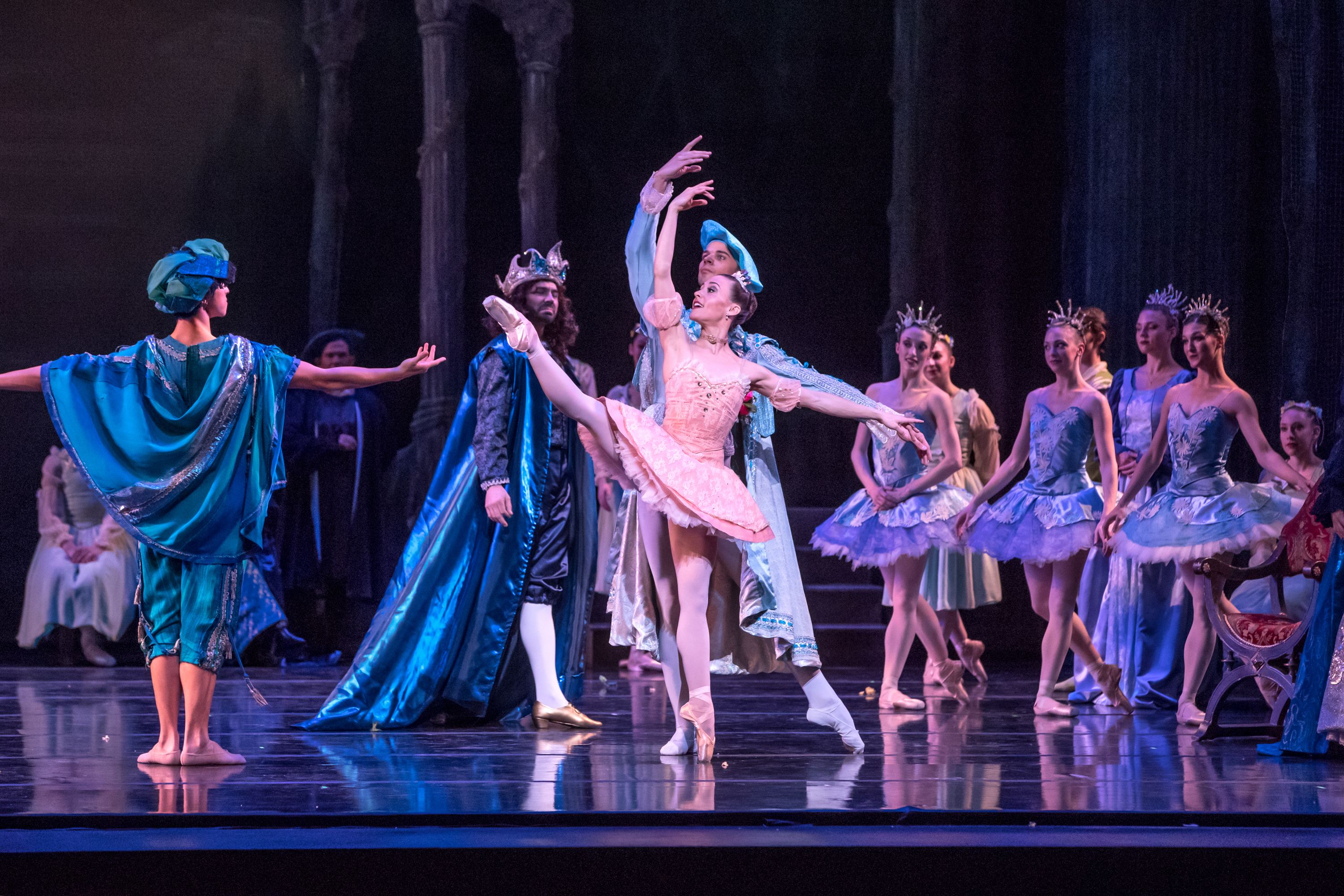
第1幕 ローズ・アダージョ

本作は、単純な筋書きのおとぎ話を題材としながらも、クラシック・バレエ（古典バレエ）の様式美を体現した豪華絢爛な作品として知られる。本作の振付家であるプティパは古典バレエの確立者とされているが、彼の作品の特徴は、物語の筋書きよりも純粋な舞踊を見せることに重点が置かれており、かつ、作品全体が明確な形式構造に基づいていることである。『眠れる森の美女』は、プティパがこの古典バレエの様式を完成させた作品であり、作品全体に、コール・ド・バレエや、童話の登場人物などによる多様な踊り（ディヴェルティスマン）、主役2人によるグラン・パ・ド・ドゥ等が秩序立って配置され、古典主義的な調和が作り出されている。また、本作の物語も古典主義的な世界観に基づいており、悪の精カラボスの死の呪いによってもたらされた混沌が、善の精リラによって再び調和へと導かれる様が描かれている。
本作の主役であるオーロラ姫を演じるバレリーナには、安定したテクニックと、王女らしい華やかさが求められる。特に、第1幕でオーロラ姫が登場した直後に求婚者たちと踊る「ローズ・アダージョ」は、女性が片足で立ってバランスを保持したまま4人の男性に次々と手を預けていくなど、高度な技が連続する大きな見せ場である。

## 楽曲

### 楽器編成
ピッコロ、フルート2、オーボエ2、コーラングレ、クラリネット2、ファゴット2、ホルン4、コルネット2、トランペット2、トロンボーン3、チューバ、ティンパニ、大太鼓、小太鼓、タンバリン、シンバル、タムタム、トライアングル、グロッケンシュピール、ピアノ、ハープ、弦五部

### 作品構成

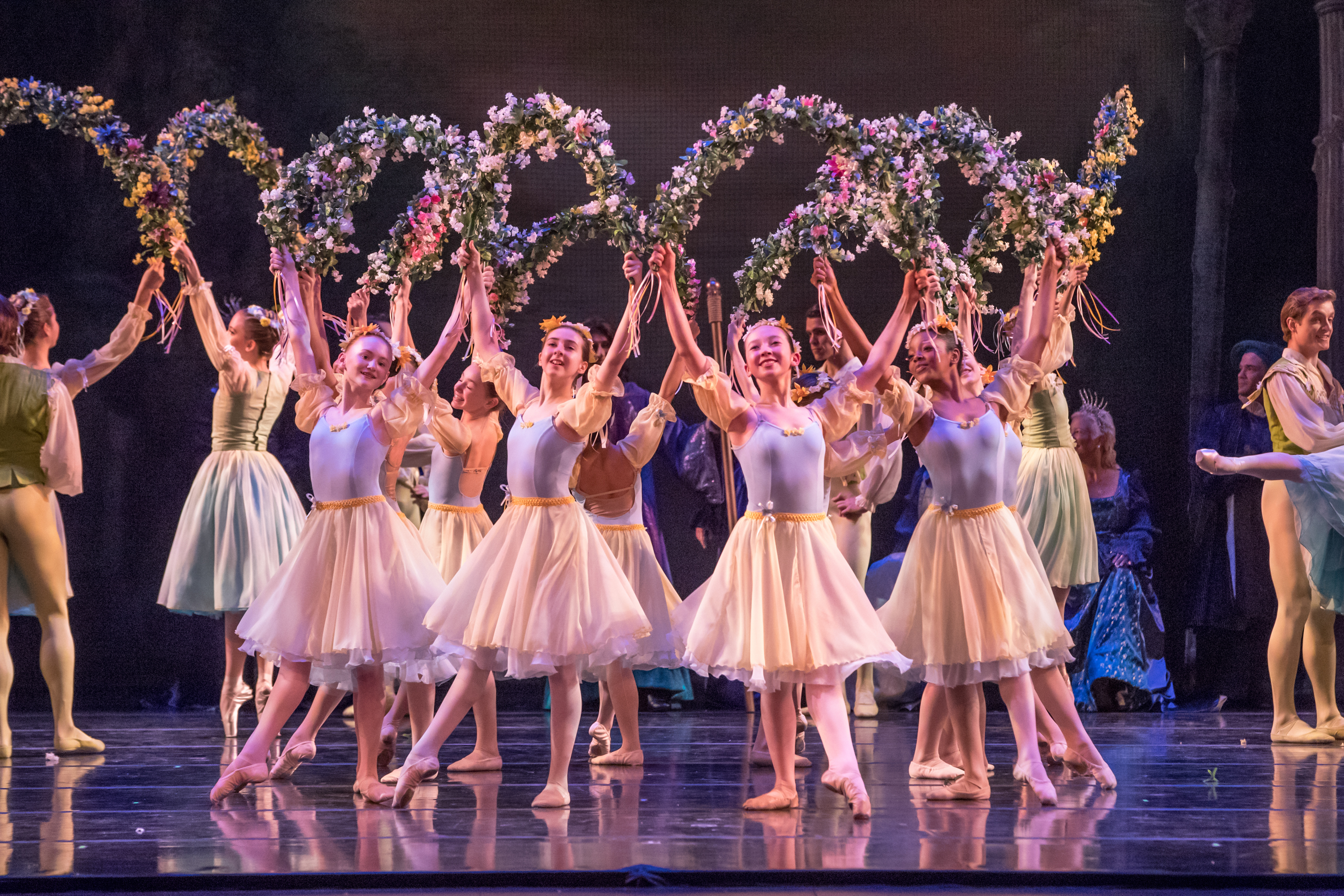
第1幕 村人の大ワルツ

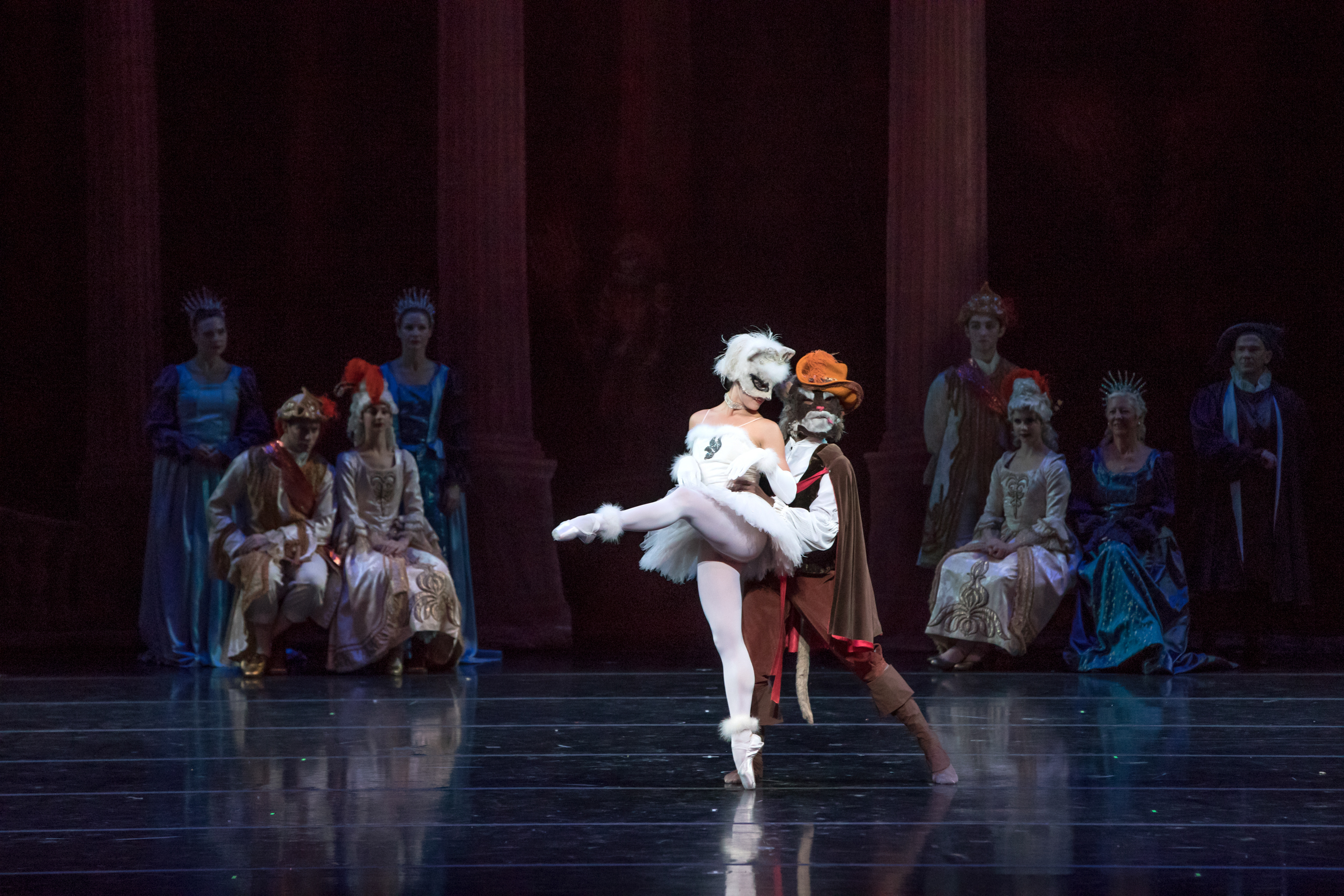
第3幕 長靴をはいた猫と白い猫

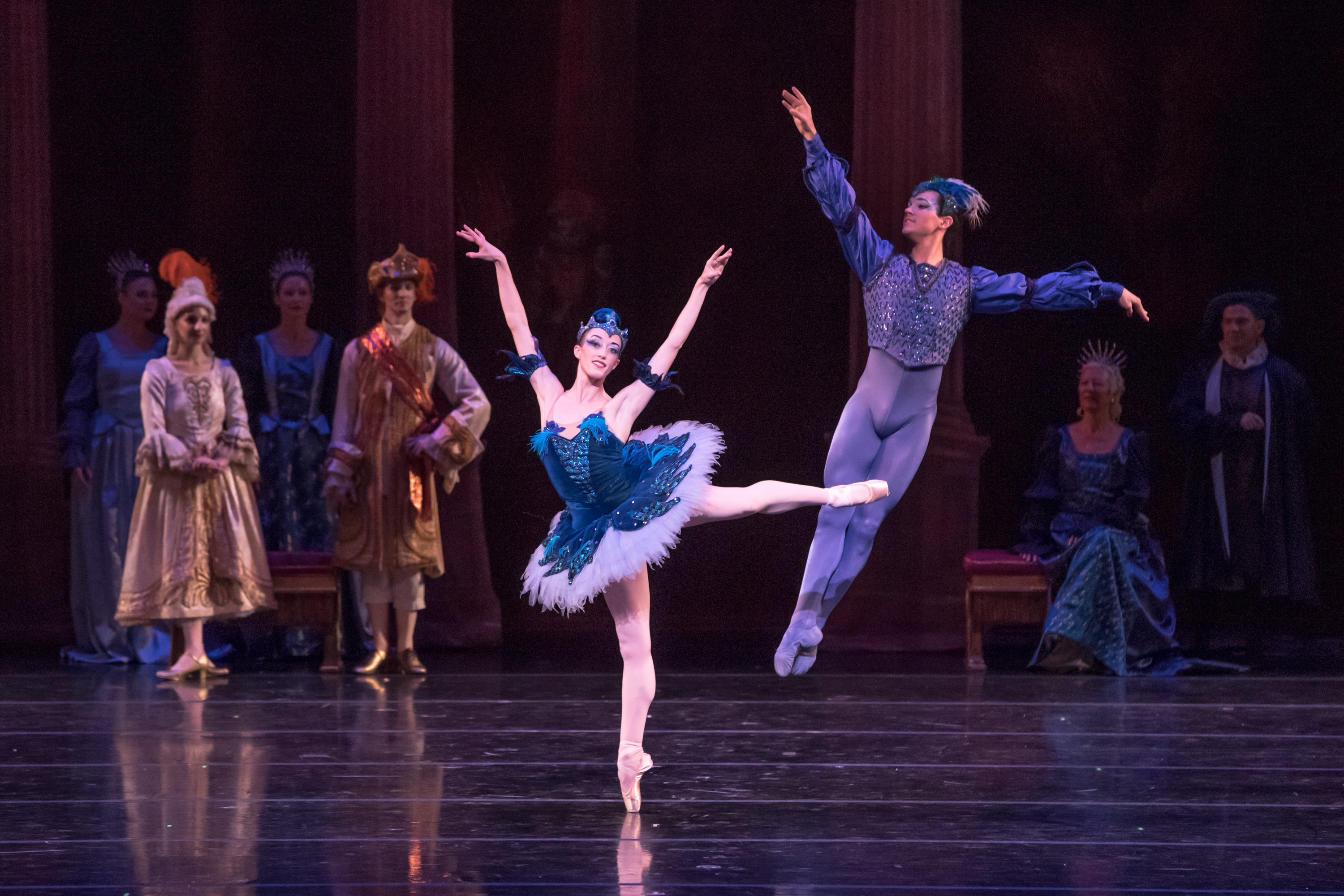
第3幕 青い鳥とフロリナ姫

以下の楽曲構成は、初演時の台本に基づく。演奏時間は約2時間40分（プロローグ約40分、第1幕約40分、第2幕約40分、第3幕約40分）である。
プロローグ「オーロラ姫の洗礼」(Le baptême de la Psse. Aurore)
1-a 序奏 (Introduction)
1-b 広間の行進曲 (Marche de salon)
2-a 妖精の入場 (Entrée des fées)
2-b 踊りの情景 (Scène dansante)
3 グラン・パ・アンサンブル（パ・ド・シス） (Grand pas ensemble, a.k.a. Pas de six) 
a) 甘美なアダージョ、短いアレグロ (Grand adage suave. Petit allégro)
b) ヴァリエーション（ヴァリアシオン） - 夾竹桃の精 (Variation - Candide)
c) ヴァリエーション（ヴァリアシオン ）- 流麗に、三色ヒルガオの精 (Variation - Coulante - Fleur de farine)
d) ヴァリエーション（ヴァリアシオン ）- パンくずの精 - こぼれ落ちて (Variation - Miettes - qui tombent)
e) ヴァリエーション（ヴァリアシオン ）- カナリアの精 - 歌って(Variation - Canari - qui chante)
f) ヴァリエーション（ヴァリアシオン ）- 激しさの精 - 奔放に(Variation - Violente - échevelée)
g) ヴァリエーション（ヴァリアシオン ）- リラの精 - 扇情的に(Variation - La Fee des lilas - voluptueuse)
h) 全員のコーダ (Coda générale)
4 終曲 (Scène finale)
a) カラボスの入場 (Entrée de Carabosse)
b) カラボスのマイム (Scène mimique de Carabosse)
c) リラの精のマイム (Scène mimique de la Fée des lilas)
第1幕「オーロラ姫の4人の求婚者」(Les quatre fiancés de la Psse. Aurore)
5-a 序奏 (Introduction)
5-b 編み物をする女たちの情景 (Scène des tricoteuses)
6 村人の大ワルツ（ガーランド・ワルツ） (Grande valse villageoise, a.k.a. The Garland Waltz)
7 オーロラ姫の入場 (Entrée d'Aurore)
8 グラン・パ・ダクション (Grand pas d'action)
a) ローズ・アダージョ (Grand adage à la rose) - プティパの依頼により冒頭部のハープのカデンツァを拡大
b) 女官と小姓達の踊り (Danse des demoiselles d'honneur et des pages)
c) オーロラ姫のヴァリアシオン (Variation d'Aurore) - プティパの依頼により末尾を改変
d) コーダ (Coda)
9 終曲 (Scène finale)
a) つむをもったオーロラ姫の踊り (La danse d'Aurore avec de fuseau)
b) 呪文 (Le charme)
c) リラの精の到着 (L'arrivée de la Fée des lilas)
第2幕第1場「デジレ王子の狩」(La chasse du Prince Désiré)
10-a 間奏曲 (Entr'acte)
10-b 王子の狩の情景 (Scène de la chasse royale)
11 目隠し鬼ごっこ (Colin-maillard)
12 貴婦人たちの踊り (Danses des demoiselles nobles)
a) 情景 (Scène)
b) 公爵夫人の踊り (Danse des Duchesses)
c) 男爵夫人の踊り (Danse des Baronnes) - プティパにより初演時カット
d) 伯爵夫人の踊り (Danse des Comtesses) - プティパにより初演時カット
e) 侯爵夫人の踊り (Danse des Marquises) - プティパにより初演時カット
13 コーダ、ファランドール (Coda - Farandole)
14-a 情景と狩人たちの出発 (Scène et départ des chasseurs)
14-b リラの精の入場 (Entrée du Fée des lilas)
15 パ・ダクション (Pas d'action)
a) オーロラ姫の幻の入場 (Entrée de l'apparition d'Aurore)
b) 甘美なアダージョ (Grand adage suave) - プティパの依頼により冒頭部のハープのカデンツァを拡大
c) ニンフのワルツ - コケティッシュな短いアレグロ (Valse des nymphes – Petit allégro coquet)
挿入曲：リッカルド・ドリゴによる4小節のつなぎ
挿入曲：ブリアンツァ嬢のヴァリアシオン（no. 23-b の金の精のヴァリアシオン）
c) オーロラ姫のヴァリアシオン (Variation d'Aurore) - プティパにより初演時カット
d) 小コーダ (Petite coda)
16 情景 (Scène)
17 パノラマ (Panorama)
挿入曲：チャイコフスキーによるno. 19への3小節のつなぎ（no. 18は初演時カットのため）
18 交響的間奏曲 (Entr'acte symphonique) - プティパにより初演時カット
第2幕第2場「眠れる森の美女の城」 (Le château de la belle au bois dormant)
19 眠りの城の情景 (Scène du château de sommeil)
20 情景と終曲 - オーロラ姫の目覚め (Scène et final – Le réveil d'Aurore)
第3幕「デジレ王子とオーロラ姫の結婚式」(Act III, Les Noces de Désiré et d'Aurore)
21 行進曲 (Marche)
22 グラン・ポロネーズ（おとぎ話の人物たちの行列） (Grand polonaise dansée, a.k.a. The Procession of the Fairy Tales)
グラン・ディヴェルティスマン (Grand divertissement)
23 パ・ド・カトル (Pas de quatre)
a) 入場 (Entrée)
b) 金の精のヴァリエーション（ヴァリアシオン ）(Variation de la fée-Or) - 初演時はプティパによりブリアンツァ嬢のヴァリアシオンとして第2幕に移動
c) 銀の精のヴァリエーション（ヴァリアシオン ）(Variation de la fée-Argent) - 初演時はプティパにより「金・銀・サファイアの精のパ・ド・トロワ」 (Pas de trois pour la Fées d'Or, d'Argent et de Saphir) に変更
d) サファイアの精のヴァリエーション（ヴァリアシオン ）(Variation de la fée-Saphir) - プティパにより初演時はカット
e) ダイヤモンドの精のヴァリエーション（ヴァリアシオン ）(Variation de la fée-Diamant)
f) コーダ (Coda)
挿入曲：猫の入場（チャイコフスキーによる10小節の序奏）
24 パ・ド・キャラクテール - 長靴をはいた猫と白い猫 (Pas de caractère – Le Chat botté et la Chatte blanche)
25 パ・ド・カトル (Pas de quatre) - 初演時はプティパにより「青い鳥とフロリナ姫のパ・ド・ドゥ」に変更
a) 入場 (Entrée)
b) シンデレラとフォーチュン王子のパ・ド・ドゥ(Variation de Cendrillon et Prince Fortuné) - 初演時はプティパにより「青い鳥のヴァリアシオン」に変更
c) 青い鳥とフロリナ姫のグラン・パ・ド・ドゥ (Variation de l'Oiseau bleu la Princesse Florine) - 初演時はプティパにより「フロリーネ姫のヴァリアシオン」に変更
d) コーダ (Coda)
26 パ・ド・キャラクテール- 赤ずきんと狼 (Pas de caractère – Chaperon Rouge et le Loup)
挿入曲：パ・ド・キャラクテール - シンデレラとフォーチュン王子
27 ベリー人の踊り - 親指小僧とその兄弟と人食い鬼 (Pas berrichon – Le Petit Poucet, ses frères et l'Ogre)
28 グラン・パ・ド・ドゥ・クラシック (Grand pas de deux classique)
a) 入場 (Entrée)
b) アダージョ (Grand adage)
c) デジレ王子のヴァリエーション（ヴァリアシオン） (Variation du Prince Désiré)
d) オーロラ姫のヴァリエーション（ヴァリアシオン） (Variation d'Aurore) - プティパの依頼により初演時はリッカルド・ドリーゴにより編曲
e) コーダ (Coda)
29 サラバンド - トルコ人、エチオピア人、アフリカ人とアメリカ人のカドリーユ (Sarabande – quadrille pour Turcs, Éthiopiens, Africains et Américains)
30-a 全員のコーダ (Coda générale)
30-b アポテオーズ - ルイ14世の姿をしたアポロン、妖精に囲まれた太陽の光によって輝いている (Apothéose – Apollon en costume de Louis XIV, éclairé par le soleil entouré des fées)

### 編曲版
本作は、以下の5曲から成る演奏会用組曲としても演奏される。これはチャイコフスキー自身の選曲によるものだが、作曲者の生前は内容が固まらず、まとまったのはチャイコフスキーの死後であった。
1. リラの精（プロローグより序奏の冒頭、第1幕第9曲よりリラの精の到着）
2. アダージョ／パ・ダクション（第1幕第8曲よりローズ・アダージョ）
3. パ・ド・キャラクテール（第3幕第24曲 - 長靴をはいた猫と白猫の踊り）
4. パノラマ（第2幕第17曲）
5. ワルツ（第1幕第6曲）

この他、バレエ『眠れる森の美女』の上演直前であった1889年の暮れに、楽譜出版社のユルゲンソンから、本作のピアノ独奏用編曲版が出版されている。編曲は、作曲者から依頼を受けたアレクサンドル・ジロティが行った。
また、バレエの上演直後である1890年初頭、チャイコフスキーはユルゲンソンに対してピアノ連弾版の出版を依頼し、ユルゲンソンは当時17歳のセルゲイ・ラフマニノフに編曲を注文した。この編曲版にはチャイコフスキーとジロティが校正を加えたが、チャイコフスキーはラフマニノフの編曲が気に入らず、ジロティに不満を漏らしていた。